# いきものまつり2011 どなたサマーも楽しみまSHOW!!! 〜横浜スタジアム〜
『いきものまつり2011 どなたサマーも楽しみまSHOW!!! 〜横浜スタジアム〜』は、いきものがかりのライブ・ビデオ。2011年12月14日にDVD（2枚組）とBlu-ray Disc（1枚組）で発売。発売元はエピックレコードジャパン。

## 概要
2011年3月にメジャーデビュー5周年を迎えたいきものがかりが横浜スタジアムで開催した初のスタジアム公演『いきものまつり2011 どなたサマーも楽しみまSHOW!!! 〜横浜スタジアム〜』を映像化した作品。初回仕様限定盤は三方背BOX仕様となっており、特典として「スペシャルフォトブック」「いきものカード026」「ダミーパス」「ライブツアー2012チケット先行抽選予約案内」が付属している。ライブ映像は一部楽曲を除いて7月24日（2日目）の分が収録されており、ライブ映像のほかに特典映像として「ザッピングインタビュー」「ドキュメント」「いきもの語り 〜MC集〜」が収録されている。
ファンクラブ限定ライブを除くといきものがかりが一般向けに開催した2011年唯一のワンマンライブで、本番4ヶ月前に発生した東日本大震災の影響による電力不足で一時は開催が危ぶまれたが、電源車による電力供給によって開催することとなった。
2日目の公演は「いきものまつり2011 どなたサマーも楽しみまSHOW!!! 〜ライブ・ビューイング in シアター〜」と題して日本全国および香港、台湾の映画館で同時生中継が行なわれていた。また、2日目の開会宣言を行なった前田亘輝（TUBE）がVTR終了後にステージに登場し前座として「シーズン・イン・ザ・サン」を披露、アンコールで再び登場していきものがかりとともに「あー夏休み」を演奏したが、その模様は収録されなかった。
今回のライブではサポートとして新たにホーンセクションが加わっている。

## 収録曲

### Disc 1
1. Opening
メンバーおよびサポートメンバーを野球のスターティングメンバー発表のような形で紹介する。
2. 夏空グラフィティ
3人がステージ2階から登場し、最初のサビが歌われた後に花火が打ち上げられる。
2番の途中で水野と山下は1階に移動する。
3. 青春ライン
曲の途中で吉岡が1階に移動する。
4. うるわしきひと
5. YELL
6. ふたり
『ハジマリノウタ』に収録されているものとは異なるピアノのイントロが追加されている。
7. 風と未来
8. 夏・コイ
9. KIRA★KIRA★TRAIN
10. 〜紹介しチャイナ〜
水野のギターソロから始まり、続いて各サポートメンバーをそれぞれの担当楽器のソロとともに紹介する。
11. 笑ってたいんだ
衣装を替えた吉岡がステージ2階から登場し、客席には小さな風船が入った大玉が投げ込まれる。
今回のライブまでに発表された全楽曲の中で最も新しい曲である。
12. スピリッツ
今回のライブで初披露となった。
13. 地球
この曲と「帰りたくなったよ」はセンターステージで3人のみで演奏するアコースティック・コーナーとなっている。
このライブで披露された当時はメジャーデビュー後に発表されたCD作品にまだ収録されていなかった。
14. 帰りたくなったよ
15. 〜The Way To A New World〜
16. NEW WORLD MUSIC
17. ブルーバード
18. HANABI
19. 気まぐれロマンティック
「HANABI」から間を置かずに演奏が始まり、イントロと同時に大量の紙テープが観客席に放たれる。
20. じょいふる
曲の途中では吉岡の指差しによる指示でサポートメンバーおよび観客がウェーブを行ない（ウェーブの部分は映像が3分割となっている）、曲終了時には大量の花火が打ち上げられる。
スクリーンにはいきものがかりのマスコット「イッキーモンキー」がダンスをしている映像が流され、ステージ後方ではストリングスチームがバックダンサーとしてダンスを披露している。

### Disc 2
1. 〜The Sound Of Happiness〜
2. プラネタリウム
ステージ全体にプラネタリウムを想わせる星の映像が投影されている。
3. ありがとう
4. 心の花を咲かせよう
アウトロが水野のギターと山下のハーモニカを加えたアレンジとなっている。
ライブアルバム『なまものばかり～メンバーズBEST LIVEセレクション～』にこのライブの音源が収録されている。

特典映像
1. ザッピングインタビュー
2. ドキュメント
メイキング映像や1日目の「じょいふる」で水野が自身のiPadで撮影した映像が収録されている。
3. いきもの語り 〜MC集〜
この公演のMCが全て収録されている。

## 参加ミュージシャン
- いきものがかり
  - 吉岡聖恵：ボーカル
  - 水野良樹：ギター・コーラス
  - 山下穂尊：ギター・ハーモニカ・コーラス
- 本間昭光：プロデューサー・アレンジ&キーボード&ダンス
- 林部直樹：ギター
- 安達貴史：ベース
- 玉田豊夢：ドラムス
- 朝倉真司：パーカッション
- 足立賢明：マニピュレーター
- 真部サマーストリングス
  - 真部裕：1stヴァイオリン
  - 藤堂昌彦：2ndヴァイオリン
  - 室屋光一郎：ヴィオラ
  - 結城貴弘：チェロ
- 竹上楽しみまホーンズ
  - 竹上良成：サックス
  - 佐久間勲：トランペット
  - 池田雅明：トロンボーン
- 前田亘輝：ゲストボーカル（2日目のみ）